# Jeremy Gallon
Jeremy Gallon (Apopka, 9 febbraio 1990) è un ex giocatore di football americano statunitense che ha giocato come wide receiver.
Dopo aver giocato per la squadra universitaria dei Michigan Wolverines è stato draftato dai New England Patriots alla 29ª scelta del settimo giro del Draft NFL 2014 (244ª assoluta). Tagliato dal roster ad agosto, ha militato in diverse squadre di NFL, CFL, FXFL e AFL prima di accasarsi per una stagione ai giapponesi Nojima Sagamihara Rise. Dopo la stagione in Giappone ha militato in roster di offseason di square di AFL e di AAF, intervallate da una stagione ai Richmond Roughriders di AAL.